# Транспорт Запорожья
Современная транспортная инфраструктура города включает в себя улично-дорожную сеть и железнодорожный, речной, авиа- и автотранспорт. Транспорт управляется государственными, муниципальными и частными предприятиями.

## История
В дореволюционном уездном городе Александровске главным транспортом оставался гужевой. Извозный промысел приносил неплохой доход части населения города, и его владельцы находили поддержку у городских властей. Автомобили были дороги, и позволить себе их приобретение могла незначительная часть горожан. Занятие автомобильным извозом было делом новым, и владельцы машин не могли быть уверены, что он окупит их затраты. Кроме того, состояние дорог в то время позволяло курсировать только по центральным улицам.

### 1997
В 1997 году насчитывалось 272 трамвайных вагона, из которых 144 уже отработали нормативный срок службы. Каждый день на трамвайные маршруты выходило 105 поездов. В двух троллейбусных парках 220 троллейбусов, из которых 65 подлежат списанию. Осуществлялось обслуживание троллейбусных маршрутов 134 выпусками ежедневно. Насчитывается 109,7 км трамвайного пути, 176 км тролл. линии, 49 подстанций. Работают 4 автопарка — ОАО «Автопарк», АТП-12327, АТП-12329 и «Автотранс-Хортица». В общем насчитывается 350 автобусов и 57 городских автобусных маршрутов.
Ответственный за городской транспорт — начальник управления транспорта и связи городского совета (укр. Начальник управління транспорту та зв’язку міської ради). Тел. 787-50-83.
Пассажирские перевозки в городе выполняют предприятия разных форм собственности.

### 2008
Городская маршрутная сеть по состоянию на 2008 год состояла из:
- электротранспорта (эксплуатант ЗКПГЭТ «Запорожэлектротранс», 2 трамвайных депо, 2 троллейбусных парка):
  - трамваями (10 маршрутов),
  - троллейбусами (8 маршрутов),
- автотранспорта (4 открытых акционерных общества, 1 закрытое акционерное общество, 26 обществ с ограниченной ответственностью, 11 других субъектов предпринимательской деятельности):
  - 112 маршрутов автобусов и маршрутных такси,

Протяженность транспортных маршрутов составляла:
- трамвайных — 189,5 км,
- троллейбусных — 331,3 км,
- автобусных — колеблется в среднем от 10,0 до 30,0 км, а некоторых и до 55,0 км.[4]

Среднесуточно в 2008 г. город обслуживало 135 трамвайных вагонов, 100 единиц троллейбусов, 1198 автобусов разного класса.
Запорожское коммунальное предприятие городского электротранспорта «Запорожэлектротранс», как экологически чистый вид транспорта, занимает особое место, среди транспортных предприятий. Основным видом деятельности ЗКПГЭТ «Запорожэлетротранс» является предоставление транспортных услуг по перевозке пассажиров на трамвайных и троллейбусных маршрутах города (другие виды деятельности — предоставление услуг рекламы, аренда помещений, общественное питание, автотранспортные услуги и прочее). Трамваи и троллейбусы перевозят наибольшее количество пассажиров из социально незащищенных слоев населения.

## Железная дорога
Запорожский железнодорожный узел образуется пересечением двух магистральных линий: Москва-Харьков-Запорожье-Симферополь и Кривой Рог-Запорожье-Донбасс (Приднепровская железная дорога) с соответствующими вокзалами «Запорожье-I» и «Запорожье-2». В черте города имеются остановочные платформы пригородных электричек, маршруты которых проходят через Александровский, Вознесеновский, Коммунарский, Хортицкий и Шевченковский районы города.
На балансе металлургического завода Запорожсталь находится 79 тепловозов, 1255 вагонов, 53 единицы подъёмно-транспортных средств, 230 км железнодорожных путей, 832 комплекта стрелочных переводов и Детская железная дорога.

## Воздушный транспорт
Международный аэропорт Запорожье (код ИКАО UKDE) является структурным звеном авиатранспортной системы Украины. Аэропорт располагает тремя взлётно-посадочными полосами (ВПП):
грунтовой (ГВПП 2100-85), длиной 2100 метров и
бетонной (ВПП-2500), армированной железом. ВПП-2500 может принимать самолеты весом до 400 т., её длина 2500 метров. Полоса оборудована светотехническими и радионавигационными системами. На эту полосу аэропорт может принимать самолеты в любое время суток и при достаточно сложных метеоусловиях. Типы самолетов обслуживаемые аэропортом: Ан-12, Ан-22, Ан-24, Ан-26, Ан-30, Ан-32, Ан-72, Ан-74, Ан-124, Ил-18, Ил-76 (с ограничениями), Ту-134, Ту-154, Як-40, Як-42 а, также вертолеты всех типов. Третья полоса размером 2500×42 м также имеет бетонное покрытие, но выдерживает вес не более 250 т. В настоящее время она не используется и находится в резерве.
В октябре 2020 года был открыт новый терминал аэропорта, строительство которого началось в 2017 году.

## Водный транспорт
Грузовые и пассажирские перевозки водным транспортом осуществляются по 6 пригородным и 1 внутригородскому речному направлениям ГП «Запорожский речной порт» с двух портов, расположенных на левом берегу в верхнем и нижнем бьефе Днепровской ГЭС. Плотность перевозок носит сезонный характер, и определяется поездками горожан на садово-огородные участки; экскурсиями по ознакомлению с историей Запорожского края и оздоровляющими поездками детей и ветеранов труда. За навигационный период 2007 года услугами водного транспорта воспользовались 193,7 тыс. пассажиров, в том числе 186,3 тыс. чел. — граждане льготных категорий. В 2021 году при перевозке к садово-огородным участкам за навигационный период было выполнено 103 рейса и перевезено свыше 16,5 тыс. пассажиров.
В 2019 году во время ремонта проезжей части на плотине ДнепроГЭС были организованы перевозки пассажиров через Днепр для уменьшения нагрузки на автомобильный транспорт. По окончании ремонта маршрут катера был отменён.
В советское время пригородное сообщение осуществлялось в том числе и судами на подводных крыльях (в частности «Метеорами»).

## Автобусные перевозки
Сеть внешних автодорог обеспечивает связи с ключевыми городами Украины — Киевом, Днепром, Харьковом, Полтавой, областями Украины, с Черноморским и Азовским побережьями. Внегородские автобусные перевозки пассажиров осуществляются с трех автостанций.
В городе активно используются маршрутное и обычные такси. По словам начальника отдела автотехинспекции городского управления ГАИ Владимира Грянистого, в марте 2010 г. на запорожские маршруты выходило около двух тысяч автобусов малой вместимости. С 2016 года развивается сеть маршрутов с автобусами большой вместимости и низким уровнем пола.
В сентябре 2017 г. мэрия представила программу по реорганизации работы общественного транспорта. Изменения были разработаны на основании обследования пассажиропотока, которое было закончено ЗНТУ 27 июля 2017 года. Городская администрация озвучила планы по сокращению количества маршрутов, а также введении новых, магистральных. Для этих целей планируется закупить 150 автобусов и электробусов. Также планируется постепенная закупка троллейбусов и трамваев, чтобы покрыть недостаток подвижного состава. В сфере организации работы общественного транспорта планируется внедрение системы диспетчеризации на основе данных GPS-трекеров, которые будут установлены в подвижном составе. Реализация программы планируется на 2017-2020 годы за счет привлеченных кредитных средств.
В начале 2019 года пассажиры получили возможность отслеживать движение муниципального транспорта в режиме реального времени при помощи мобильного приложения. С 2021 года к системе диспетчеризации начали подключать маршрутные такси частных перевозчиков.
В 2020 году было начато внедрение системы бесконтактной оплаты проезда в муниципальном транспорте. Оплату можно произвести при помощи бесконтактной банковской карты или смартфона.

## Транспортные перевозки через Днепр

### Мосты
В настоящее время главной транспортной проблемой города является отсутствие надежных транспортных связей между левобережной частью, где проживают 2/3 населения города, и правобережной частью с численностью порядка 275 тыс. жителей. В городе, разделенном береговой линией протяженностью 24,9 км, построены два моста Преображенского, плотина Днепрогэса и арочный мост, соединяющие правый и левый берега Днепра через остров Хортица. В настоящее время интенсивность транспортных потоков через мосты Преображенского превышает их пропускную способность в 3,7 раза, через плотину — более чем в 1,5 раза. Кроме того, автодорожный переезд через плотину признан непригодным для нормальной эксплуатации. В 2006 году начато строительство новых вантовых мостов, идущих параллельно мостам Преображенского, однако финансирование его строительства ведётся со значительными задержками. Задержки также объясняются тем, что местная власть сознательно задерживает строительство.
Согласно проекту, новые мостовые переходы через Днепр включают 27 искусственных сооружений, в том числе вантовый мост длиной 660 м, стальной арочный мост длиной 340 м, железобетонные, стальные эстакады, путепроводы и другие объекты общей протяженностью 9,1 км. Согласно смете 2010 года строительство мостов оценивается в 5 млрд. 311 млн гривен.
В августе 2016 Кабинет Министров Украины объявил о возобновлении строительства нового мостового перехода. Планируется, что строительство возобновится в сентябре 2016 г.
24 декабря 2020 года было открыто движение по верховой части балочного моста через Старый Днепр, соединяющего Хортицкий район с островом Хортица. В церемонии открытия принял участие Президент Украины Владимир Зеленский.
22 января 2022 года была открыта верховая сторона вантового моста через Днепр по направлению с острова Хортица в центр города. В церемонии открытия участвовал Президент Украины Владимир Зеленский.

### Плотина
Плотина ДнепроГЭС в 1978 году была приспособлена под автодорожный переезд сроком эксплуатации до 20 лет. Особую напряжённость для транспортной системы города создаёт отсутствие транспортной развязки для транзитного грузового автотранспорта, а также недостаточная пропускная способность мостов, связывающих левобережную и правобережную части города.
Для улучшения состояния грузо- и пассажиропотока в городе в 2025 году предполагалось сооружение лёгкого метро системы «Радан».
18 ноября 2021 года была презентована концепция реконструкции плотины с целью увеличения пропускной способности. Было предложено построить второй ярус для разделения транспортных потоков с сохранением двух полос движения в каждую сторону. Предполагается, что на нижнем ярусе будут расположены тротуары, а на верхнем появятся велодорожки. По словам авторов проекта, подготовка финального проекта реконструкции может занять 2-2,5 года с момента утверждения общей концепции.

## Велосипедная инфраструктура
В последние годы энтузиасты предлагают в городе устроить сеть велодорожек. С 2011 года власть обещала найти приемлемое решение этого вопроса.
Осенью 2015 года городская власть торжественно открыла первую велодорожку в спальном жилмассиве «Южный», но городская велосипедная общественная организация "Урбан-движение «Запорожье Велосипедное» раскритиковала эту велодорожку, указав на явные недостатки и нарушения норм при строительстве. Кроме того Александр Син ранее обещал построить велодорожку на проспекте Ленина (Соборном), где много мест притяжения, а не на окраине города.
В конце октября 2016 года мэрия открыла движение по отремонтированному участку ранее закрытой ул. Тюленина (от просп. Соборного до ул. Победы), где разметкой и, частично, знаками была выделена велополоса. Но и здесь активистами были найдены значительные нарушения и несоответствие даже существующим украинским нормам, не говоря уже о европейской практике. В частности, указывалось на качество исполнения, а также на абсолютную ее несвязность с другой инфраструктурой. К январю 2017 года разметка уже успела практически полностью стереться и о границах велодорожки осталось только догадываться.
Летом 2019 года был открыт новый участок Северного шоссе, имеющий совмещённую велосипедную дорожку.
В 2021 году было предложено создать велодорожки на Набережной магистрали.
Городской велопрокат не очень развит, но в последние годы появляются точки, где можно взять велосипед в аренду. Возле магазинов и некоторых учреждений оборудованы велопарковки. С 2021 года также возможно арендовать самокат.
На большинстве улиц велосипедисты движутся по краю проезжей части, что зачастую приводит к конфликтам с автомобильным транспортом и пешеходами.

## КП Запорожэлектротранс
- В 2009 году электротранспортом была обеспечена перевозка льготных пассажиров на сумму 47,6 миллионов гривен[35].
- Поскольку по состоянию на 2012 год в Запорожье большинство трамваев и троллейбусов с перепробегом, то востребованы мастерские по ремонту. Мастерские Запорожэлектротранса позволяют ремонтировать одновременно 12 вагонов трамваев и 4 троллейбуса. Здесь полностью восстанавливают электротранспорт после прохождения 90-120 тысяч километров (примерно раз в четыре года каждый вагон проходит капитальный ремонт). По состоянию на 2012 год в ремонтных мастерских работало более сотни человек[36].
- В 2017 году на линию вышел первый модернизированный трамвай T3UA-3, собранный в вагоноремонтной мастерской. От прежнего вагона были использованы только колёсные пары. Низкопольная вставка кузова позволила сделать трамвай доступным для маломобильных пассажиров.
- С 2018 года город закупает трамвайные вагоны, которые ранее эксплуатировались в странах Европейского союза. Силами работников КП Запорожэлектротранс выполняется диагностика и адаптация ходовой части к ширине колеи 1524 мм[37].